# Eu Não Procuro o Som
Eu Não Procuro o Som é o quinto álbum ao vivo, e o décimo-sexto da discografia da carreira solo do aclamado guitarrista baiano Pepeu Gomes. Lançado em 2011 pela gravadora Warner Music, o álbum traz registros de dois shows realizados na cidade do Rio de Janeiro em 1979, um no Teatro Tereza Raquel e o outro na praça General Osório.

## Faixas
| N.º | Título                 | Compositor(es) | Duração |  |
| 1.  | "Eu Não Procuro o Som" |                |         |  |
| 2.  | "Chama no Canto"       |                |         |  |
| 3.  | "Sonho Alegre"         |                |         |  |
| 4.  | "Riroca Swing Branco"  |                |         |  |
| 5.  | "Forró do Ano 2000"    |                |         |  |
| 6.  | "Biribinha Nos States" |                |         |  |
| 7.  | "Arco-Íris"            |                |         |  |
| 8.  | "The Song Of My Heart" |                |         |  |
| 9.  | "Dizem Por Aí"         |                |         |  |
| 10. | "Saudação Nagô"        |                |         |  |
| 11. | "Mania de Você"        | Rita Lee       |         |  |
| 12. | "Meu Coração"          |                |         |  |
| 13. | "Malacaxêta II"        |                |         |  |
| 14. | "Malacaxêta I"         |                |         |  |